# ミラクル (アイドルグループ)
ミラクルは、主に静岡県浜松市を活動拠点としていた女性アイドルグループ。
2009年3月結成。静岡県浜松市に拠点を置くタレント養成スクールヒーローズアカデミーのユニットクラス生有志により結成。静岡県を中心に県外でも活躍していた。

## メンバー

### 現在のメンバー
- ゆうひ

リーダー／2001年1月25日生まれ／静岡県出身
- りり （福島梨里／ふくしま りり）

2001年10月1日生まれ／静岡県出身
- まなみ　（袴田愛美／はかまた まなみ／2010年3月加入）

2001年3月5日生まれ／静岡県出身

### メンバー予備軍
- りら

1999年11月12日生まれ／静岡県出身
- せいら
- かるな

## ディスコグラフィ

### CD
- ビー・ヒーローズ(2009年）
  1. ビー・ヒーローズ
    - 作詞・作曲：井村淳也

  2. ダイスキ!
    - 作詞・作曲：井村淳也

  3. 今、きみはヒーローになれ2010
    - 作詞・作曲：カーペンター松井

- 純愛ライトニング(2011年）
  1. 純愛ライトニング
    - 作詞・作曲：井村淳也

  2. みんなのニッポン(Miracle Ver.)
    - 作詞・作曲：井村淳也

- ミラクルメーカー（2012年） 
  1. ミラクルメーカー 
    - 作詞・作曲：ソングメーカー井村淳也

  2. Shining star 
    - 作詞・作曲：ソングメーカー井村淳也

  3. ビー・ヒーローズ！ 
    - 作詞・作曲：ソングメーカー井村淳也

  4. 純愛ライトニング 
    - 作詞・作曲：ソングメーカー井村淳也

  5. みんなのニッポン（Miracle ver.） 
    - 作詞・作曲：ソングメーカー井村淳也

  6. ダイスキ！  
    - 作詞・作曲：ソングメーカー井村淳也

  7. 今、きみはヒーローになれ！ 
    - 作詞・作曲：カーペンター松井

  8. ミラクルメーカー（カラオケ）
  9. Shining star（カラオケ）
  10. ビー・ヒーローズ！（カラオケ）
  11. 純愛ライトニング（カラオケ）
  12. みんなのニッポン（Miracle ver.）（カラオケ）
  13. ダイスキ！（カラオケ）
  14. 今、きみはヒーローになれ！（カラオケ）

- 静岡で会いましょう～East side（2013年） 
  1. 静岡で会いましょう～East side 
    - 作詞・作曲：ソングメーカー井村淳也

  2. Tears 
    - 作詞・作曲：ソングメーカー井村淳也

  3. 静岡で会いましょう～East side （カラオケ）
  4. Tears （カラオケ）

## 主な出演

### ラジオ
- むなポケヒーローズ（浜松エフエム放送（FM-Haro!)、2010年2月1日から放送）

### インターネット放送
- ヒーローズチャンネル（TOMPAテレビ、2010年9月2日から放送/レギュラー出演）
- エリア.アイドルNo.1決定戦「U.M.U AWARD 2010」予選会（ニコニコ動画ホリプロチャンネル、2010年12月26日）

### 雑誌掲載
- ベストカー 11年8月10日号 講談社 （2011年7月8日）

### オフィシャルブログ
- 優妃の♪歌手を目指して三千里♪ by優妃＆ママ
- ☆アイドルを目指すミラクルりりで〜す☆
- リ・セ～ラROOM - ウェイバックマシン（2012年1月23日アーカイブ分）

### 関連サイト
- ヒーローズアカデミー
- ヒーローズアカデミーへ行こう！
- トンパテレビ